# Selenis Leyva
Selenis Leyva, née le 26 mai 1972 dans le Bronx (États-Unis), est une actrice de télévision et de cinéma américaine.
Elle se fait connaître par le rôle régulier du Détective Mariluz Rivera dans la série New York, police judiciaire (2004-2006) après avoir enchaîné les apparitions dans diverses séries télévisées.
Mais elle accède surtout à la notoriété par son rôle de Gloria Mendoza dans la série plébiscitée Orange Is the New Black (2013-2019). Grâce à cela, elle rejoint ensuite la distribution principale du Journal d'une Future Présidente sur Disney+.

## Biographie

### Jeunesse et formation
Elle est d'origine cubaine et dominicaine (afro-latina). Elle a deux frères Arnol et Tony et une sœur (adoptée) Marizol qui est transgenre,,.
Elle vit et grandit à New York dans le Bronx. Après avoir terminé ses études secondaires, elle s'inscrit à l'université où elle étudie les arts. Une fois son diplôme obtenu, elle décide de commencer sa carrière par le théâtre.

### Carrière

#### Débuts discrets et rôles secondaires
Elle débute en faisant des apparitions dans les séries policières New York, police judiciaire et New York, unité spéciale, et elle décroche son premier rôle régulier, en 2001, en jouant dans la sitcom familiale Taina pour la chaîne Nickelodeon.
Elle finit par ré intervenir, de manière ponctuelle, dans New York, police judiciaire, à chaque fois dans des rôles différents, avant de finalement obtenir un rôle récurrent. Celui de la détective Mariluz qu'elle incarne jusqu'en 2006.
En parallèle, elle participe à de nombreuses représentations à Broadway. Elle est aussi à l'affiche de Maria, pleine de grâce, un film équato-colombo-américain, réalisé par Joshua Marston et sorti en 2004. Ce long métrage, qui aborde le problème des mules lors du trafic de stupéfiants, est un succès critique qui révèle Catalina Sandino Moreno.
Elle apparaît, le temps d'un épisode, dans un grand nombre de séries télévisées comme New York 911, Les Soprano, Dirty Sexy Money... À partir de 2009, elle pratique le doublage pour la série de films d'animation L'Âge de glace, dès le troisième volet.

#### Percée télévisuelle
Les séries The Good Wife, The Whole Truth, Person of Interest marquent notamment le début de la décennie 2010 pour l'actrice, mais toujours dans des apparitions. Se démarque une poignée d'épisodes de la série policière Blue Bloods, sans qu'elle ne parvienne à décrocher un rôle d'envergure. Tout comme au cinéma, où elle doit se contenter d'un rôle mineur d'institutrice dans Sex and the City 2.
En 2013, elle décroche le rôle de Gloria Mendoza dans la série télévisée Orange Is the New Black. Il s'agit de l'une des deux premières séries produites par Netflix avec House of Cards, elle rencontre un succès important, elle est l'une des séries les plus plébiscitées par le public et la critique de ces dernières années. Elle a, par exemple, remporté des prix lors de la cérémonie des Screen Actors Guild Awards et lors des Emmy Awards (l'équivalent des Oscars pour la télévision). La série est considérée comme un show peu conventionnel qui libère les clichés sur les femmes et l'univers carcéral.

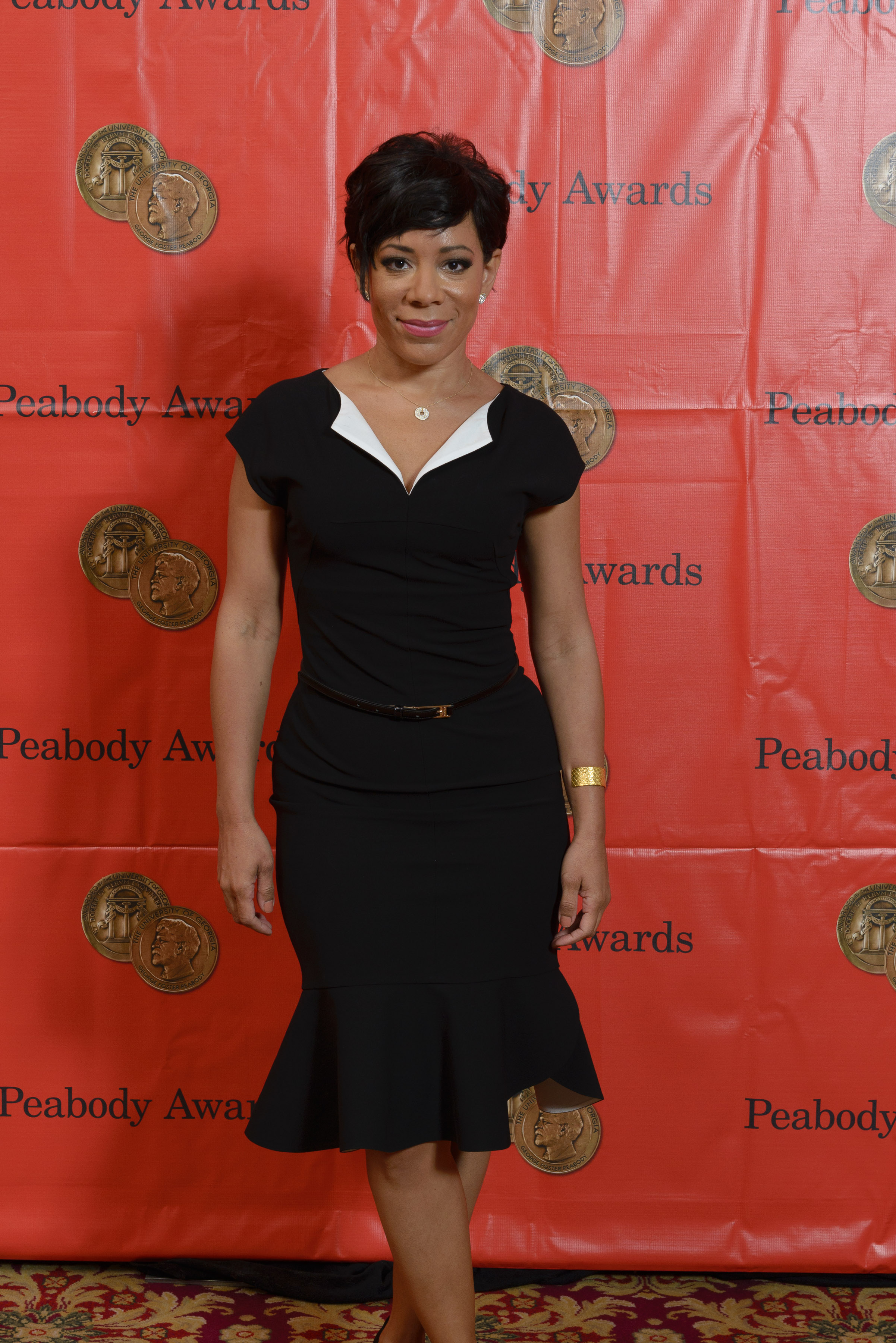
Lors de la 73e cérémonie des Peabody Awards, en 2014, pour la série primée Orange Is the New Black.

En 2014, aux côtés de sa partenaire Dascha Polanco, elles remportent un prix d'honneur lors de la cérémonie des ALMA Awards. Une cérémonie de récompenses attribuées aux personnalités latino dans le domaine du cinéma, de la télévision, de la musique et du design et qui promeut des représentations positives des Latinos dans le domaine du divertissement. Les sponsors de la cérémonie déclareront, au sujet des actrices : 

« Elles mettent en valeur le travail multiculturel de nombreuses actrices latino-américaines talentueuses, dont les rôles ont brisé les barrières. »

Lors du tournage de la saison 3 d'Orange Is the New Black, le personnage de l'actrice (promue principale après avoir été récurrente durant les deux premières saisons) doit entrer en conflit avec celui de Laverne Cox. Cet affrontement fut particulièrement éprouvant pour les deux actrices. Selenis devait incarner cette haine qu'elle a toujours combattue et Laverne Cox, devait revivre cette transphobie. En effet, la sœur de l'actrice étant transgenre, elle profite de la notoriété que lui apporte la série pour aborder ce sujet, : 

« C'était un peu bizarre de devoir être aussi méchante. J'ai dû dire toutes ces choses et faire tout ce contre quoi je me bats, tous les jours, pour m'assurer que ma sœur ne les vivent pas. Et ça, pour moi, c'était très difficile. Je devais m'assurer que ce que nous allions montrer dans cette scène permettrait d'éduquer les téléspectateurs et en aucun cas n'encouragerait la haine. Et je crois que nous avons réussi. »

En 2016, elle joue aux côtés de Viola Davis dans le drame Custody.
En 2017, elle joue un petit rôle dans le blockbuster de super-héros Spider-Man: Homecoming. L'année suivante, elle s'amuse à doubler un personnage pour la série d'animation La Bande à Picsou et elle joue un rôle récurrent dans la comédie noire, Maniac, une mini-série portée par Emma Stone et Jonah Hill diffusée sur la plateforme Netflix.
En 2019, sort la septième et dernière saison d'Orange Is the New Black qui connaît un large succès. Libérée de cet engagement, elle rejoint la distribution d'une série télévisée de la plateforme Disney+, Journal d'une Future Présidente aux côtés de Gina Rodriguez.

### Vie privée
Elle a une fille Alina, qui est née le 10 février 2003.
Selenis est une personnalité reconnue pour ses talents d'actrice mais également pour son soutien à la communauté LGBT et diverses associations caritatives. En mai 2017, elle a été récompensée en ayant son Bronx Walk of Fame (une rue à son nom dans le Bronx).

## Filmographie

### Cinéma

#### Courts métrages
- 2010 : Trouble Child de Adel L. Morales et Julio Antonio Toro : Celi
- 2011 : Man in the Mirror de Joel Schumacher : Sonia
- 2020 : Shadows de Ria Tobaccowala : Pamela

#### Longs métrages
- 2002 : Apartment 5C de Raphaël Nadjari : Luisa, la femme d'Alfonso
- 2004 : Maria, pleine de grâce de Joshua Marston : une inspectrice des douanes
- 2007 : Illegal Tender de Franc. Reyes : Wanda
- 2007 : Ben's Plan de Jenna Ricker : Maria
- 2009 : Don't Let Me Drown de Cruz Angeles : Sonia
- 2010 : Sex and the City 2 de Michael Patrick King : l'institutrice de Brady
- 2015 : Vivre avec la mort: Une histoire d'amour de Christine Vartoughian : Dr. Quenda
- 2016 : Custody de James Lapine : Jackie
- 2017 : Chapter & Verse de Jamal Joseph : Yolanda
- 2017 : Spider-Man: Homecoming de Jon Watts : Mme Warren
- 2017 : I Can I Will I Did de Nadine Truong : Maria
- 2023 : Creed 3 (Creed III) de Michael B. Jordan : Laura Chavez

### Télévision

#### Séries télévisées
- 1999 : New York, police judiciaire : Louisa (saison 9, épisode 24)
- 1999 : New York, unité spéciale : Lorinda Gutierrez (saison 1, épisode 4)
- 2001 : Taina : Tita Rosa (13 épisodes)
- 2001 : Tribunal central : Delfina Romero (2 épisodes)
- 2001 : The Street : Kate (1 épisode)
- 2001 : New York, police judiciaire : DeeDee Salazar (saison 11, épisode 11)
- 2002 : New York, section criminelle : Isabella Costas (saison 1, épisode 14)
- 2003-2004 : New York 911 : Gonzalez / Phyllis (2 épisodes)
- 2004 : New York, police judiciaire : Nita Cabrera (saison 14, épisode 15)
- 2004-2006 : New York, police judiciaire : Detective Mariluz Rivera (18 épisodes)
- 2005 : New York, section criminelle : Gardienne de prison (saison 5, épisode 3)
- 2006 : Les Soprano : Jill Dibiaso (1 épisode)
- 2007 : Dirty Sexy Money : Détective Angelina Adams (1 épisode)
- 2008 : New Amsterdam : Susan Boyle (1 épisode)
- 2010 : New York, police judiciaire : Rona Henderson (saison 20, épisode 14)
- 2010 : The Good Wife : Marisol (1 épisode)
- 2010 : The Whole Truth : Claudia (1 épisode)
- 2011 : New York, section criminelle : Détective Rivera (saison 10, épisode 7)
- 2011 : Person of Interest : Hosking (1 épisode)
- 2011-2012 : Blue Bloods : Assistant M.E. Craig (4 épisodes)
- 2012 : Girls : Chastity (1 épisode)
- 2012 : Elementary : Sara Castillo (1 épisode)
- 2012 : Pushing Dreams : Nelly Benitez (pilote)
- 2013 : Following : Detective Morales (1 épisode)
- 2013-2019 : Orange Is the New Black : Gloria Mendoza (88 épisodes)
- 2015 : Get Some! : Jackie (2 épisodes)
- 2015 : Madam Secretary : Mariana Dominguez, Ambassadrice de Bolivie (1 épisode)
- 2015 : Veep : Gouverneur Ramos (1 épisode)
- 2018 : Dietland : Bella (2 épisodes)
- 2018 : Maniac : Patricia Lugo (mini-série, 3 épisodes)
- 2018 : Murphy Brown : Maria Gonzales (1 épisode)
- 2019 : New York, unité spéciale : Samantha Morgan (saison 20, épisode 16)
- depuis 2020 : Journal d'une Future Présidente (Diary of a Female President) : Gabrielle « Gabi » Cañero-Reed (en cours)
- 2022 : Our Flag Means Death : Nana (saison 1, épisode 7)
- 2025 : New York, police judiciaire : Patricia Kaplan (saison 24, épisode 13)

## Doublage

### Films d'animation
- 2009 : L'Âge de glace 3 : Le Temps des dinosaures de Carlos Saldanha et Mike Thurmeier : voix additionnelles
- 2012 : L'Âge de glace 4 : La Dérive des continents de Steve Martino et Mike Thurmeier : voix additionnelles
- 2013 : Epic : La Bataille du royaume secret de Chris Wedge : voix additionnelles

### Séries d'animation
- 2018-2019 : La Bande à Picsou : Officier Cabrera (voix, 4 épisodes)

## Distinctions
Sauf indication contraire ou complémentaire, les informations mentionnées dans cette section proviennent de la base de données IMDb.

### Récompenses
- ALMA Awards 2014 : Special Achievement in Television pour Orange Is the New Black, prix partagé avec Dascha Polanco
- 21e cérémonie des Screen Actors Guild Awards 2015 : meilleure distribution pour une série télévisée comique dans Orange Is the New Black
- 22e cérémonie des Screen Actors Guild Awards 2016 : meilleure distribution pour une série télévisée comique dans Orange Is the New Black
- 23e cérémonie des Screen Actors Guild Awards 2017 : meilleure distribution pour une série télévisée comique dans Orange Is the New Black

### Nominations
- 24e cérémonie des Screen Actors Guild Awards 2018 : meilleure distribution pour une série télévisée comique dans Orange Is the New Black